# Cnodacophora stylifera
Cnodacophora stylifera är en tvåvingeart som först beskrevs av Friedrich Hermann Loew 1870.  Cnodacophora stylifera ingår i släktet Cnodacophora och familjen skridflugor. Arten är reproducerande i Sverige. Inga underarter finns listade i Catalogue of Life.